# Есеновичи
Есеновичи — село в Вышневолоцком городском округе Тверской области России. 

## География
Село находится в 49 км к юго-западу от Вышнего Волочка.

## История
На протяжении всей своей многовековой истории селение было административным центром — назывался ли он погостом, волостью или сельсоветом.
О происхождении первой части прежнего названия сообщается в писцовой книге Деревской пятины 1495 года: «…в Ясеновском погосте волостка Спасская Хутынского монастыря, на погосте церковь Спас Великий…» До сих пор здесь живёт легенда о могучих ясенях, из-за которых село когда-то прозвали Ясеновичами.
Новгородский погост Спас-Ясеновичи занимал весьма выгодное положение, находясь на торговом пути из Торжка в Новгород. Это было единственное село уезда с постоянными базарами, которые проходили здесь по воскресеньям с ноября до Пасхи. Помимо базаров, четыре раза в год проводились и крупные ярмарки.
Издревле в волости жили потомственные мастера по выделке деревянной посуды, в середине XIX века здесь был широко распространён бондарный и посудный промысел. Изделия есеновичских мастеров ценились высоко и постоянно вывозились в Торжок, Тверь и даже в Москву и Петербург на продажу. Красивая деревянная посуда крестьян Ясеновской волости в 1867 году была представлена на выставке в Твери. В середине XIX-начале XX века село центр волости и прихода Вышневолоцкого уезда Тверской губернии, в 1886 году — 92 двора, 589 жителей.
Богата событиями новейшая история этого округа. В 1918-19 годы волость оказалась охваченной восстанием "зелёных"под руководством бывшего офицера царской армии полковника П. И. Назимова.
С 1935 по 1958 годы село было центром Есеновичского района Калининской области. Большую известность в середине прошлого века селу принесло производство лыж. Есеновичские лыжи с эмблемой ракеты расходились по многим областям страны вплоть до Архангельска.
До 2019 года село являлось административным центром Есеновического сельского поселения, с 2019 года — в составе Вышневолоцкого городского округа.

## Население
| 1859 | 1886 | 1939  | 1989  | 2002 | 2010 |
| ---- | ---- | ----- | ----- | ---- | ---- |
| 543  | ↗589 | ↗1039 | ↘1026 | ↘873 | ↘684 |

## Инфраструктура
Сейчас на территории округа действуют две пилорамы. Работают Дом культуры, библиотека, почтово-телеграфное отделение, несколько магазинов. В Есеновичской средней общеобразовательной школе-детсаду открыт краеведческий музей, созданный на общественных началах.

## Достопримечательности
- Церковь Спаса Преображения (между 1780 и 1785)[7][8].